# Infern (La Divina Comèdia)

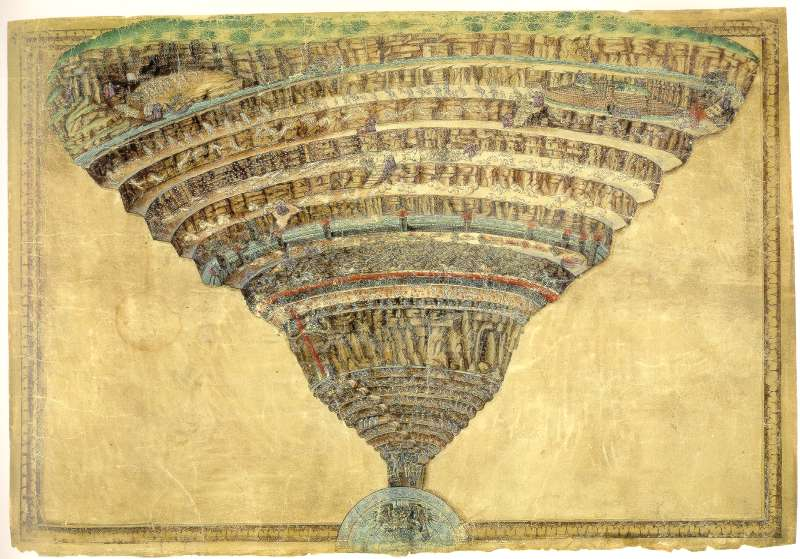
Esquema de l'Infern, de Sandro Botticelli (1490)

L'Infern (l’Inferno) és el primer dels tres llibres o càntics que componen la Divina Comèdia, de Dante Alighieri (el Dant). Els dos següents són el Purgatori i el Paradís. Consta de 34 cants a diferència dels següents que consten de 33 cants cadascun. Com en la resta de l'obra, en la descripció de l'infern el nombre tres es fa servir constantment de manera simbòlica. El poema està escrit en tercets encadenats de versos hendecasíl·labs en llengua vulgar florentina.
L'ordenament de les penes, com explica Virgili al cant XI, troba el seu origen en l’Ètica a Nicòmac d'Aristòtil, i estableix una jerarquia del mal, basada en l'ús de la raó. Els pecadors menys allunyats de Déu i la llum són els culpables d'incontinència, que no han fet ús de la raó per cometre el seu pecat. Posteriorment venen els violents, que tot i regir-se per la raó, l'han vista encegada per la passió. Finalment, s'hi troben els fraudulents i els traïdors, que sent savis han obrat el mal intencionadament. Tots els pecadors de l'infern tenen una característica en comú: tot i els turments a què estan sotmesos, perceben la seva distància de Déu com el patiment més dur. Però a diferència dels pecadors que es trobaran al purgatori, els de l'infern justifiquen els seus pecats i no se'n penedeixen.
Els cercles de l'infern són àrees circulars concèntriques i superposades en què el Dant, en la seva obra La Divina Comèdia, s'imagina que es divideix l'Infern. L'Infern està dividit en cercles que són nou, en cadascun dels quals són castigats els que a la vida eren culpables d'un tipus ben definit de pecat. La divisió en nou es refereix al pensament aristotèlic-tomista. La visió del viatge de l'autor al més enllà i la descripció de l'Infern tal com se l'imaginava Dant es presenta en l'onzè cant.
Abans d'accedir als cercles veritables, trobem la Selva i el Turó, on Dant es troba perdut "a la meitat del camí de la vida". Darrere d'aquest turó es troba la ciutat de Jerusalem, sota la que hom imagina excavat l'immens abisme de l'Infern. A continuació, entra a través de la Porta de l'Infern i penetra en el Preinfern. Superant el riu Aqueront possiblement sobre la barca de Caront (Dant passa el riu, però la seva pujada a la barca no es conta, gairebé deixant entendre que el seu pas ha succeït d'una manera diferent, que es deixa a la imaginació del lector), finalment entra a l'infern veritable.

## Primer Cercle - Llimbs
Abans d'entrar en el primer cercle, trobem el preinfern i el riu Aqueront que les ànimes damnades travessen sobre la barca de Caront.
En el preinfern es troben les ànimes dels indecisos, és a dir, aquells que mai no han estat capaços de prendre una decisió o, per contra, aquells que canviaven d'opinió constantment. Aquí també hi ha els àngels que van ser incapaços de decidir si s'aliaven amb Déu o amb Satanàs i que es veuen obligats a perseguir una pancarta que canvia de direcció constantment; són picats per vespes i tàvecs que els fan sagnar i aquesta sang nodreix la terra plena de cucs.
A continuació entrem al primer cercle, els llimbs: aquí es troben les ànimes dels que, no havent estat batejats i havent estat desproveïts de la fe, pateixen l'angoixa de no poder gaudir de la visió de Déu, però no són castigats per cap pecat; la seva condició després de la mort té molts punts de contacte amb la concepció clàssica dels Camps Elisis.
Segons la doctrina catòlica, però, algunes ànimes van ser capaces de sortir dels llimbs i accedir al Paradís: es tracta dels grans Pares, com Adam, Abel, Noè, Moisès, Abraham, David, Isaac, Jacob, Raquel i molts altres (en el cant XX del Paradís descobrirem entre ells també el pagà Rifeu), que havien viscut abans de l'arribada del cristianisme, però que Crist va venir a alliberar després de la seva mort portant les insígnies de la seva victòria sobre el mal, i provocant, entre altres coses, les destrosses de l'infern (per exemple, fent ensorrar tots els ponts de les Malebolge, com li explica Malacua a Virgili al cant XXI).
Estan aquí: Homer, Horaci, Ovidi, Lucà, Electra, Hèctor, Enees, Juli César, Camil·la, Pentesilea, el Rei Latinus, Lavinia, Luci Juny Brut, Lucrècia, Jùlia, Màrcia, Cornèlia, Saladí, Aristòtil, Sòcrates, Plató, Demòcrit, Diògenes de Sínop, Anaxàgores, Tales, Empèdocles, Heràclit, Zenó, Dioscòrides, Orfeu, Ciceró, Linos, Sèneca, Euclides, Ptolemeu, Hipòcrates, Avicenna, Galè, Averrois.
Per altra part, en el cant XXII del Purgatori, en una conversació amb el poeta llatí Estaci, Virgili anomena altres companys seus que es troben en els Llimbs.
Aquests són: Terenci, Cecili Estaci, Plaute, Vari Ruf (o potser Varró), Persi, Eurípides, Antífont, Simònides de Ceos, Agaton, Antígona, Deifile, Argia, Ismene, Hipsípile, Manto? (Dant parla de "filla de Tirèsias: potser hauríem de pensar en un error, ja que l'hem trobada entre els endevins al cant XXVI de l'Infern), Teti, Deidamia.

## Segon cercle - Els luxuriosos
Aquí comença el veritable infern: De fet trobem a Minos que jutja els condemnats, segons el mite ja present en Homer i Virgili. Com s'explica al cant, cada ànima jutjada és enviada directament al seu cercle de turment etern, fent així instantània la justícia divina.
En el segon cercle són castigats els pecadors incontinents, i en particular els luxuriosos: són arrossegats per l'aire, colpejats per la tempesta infernal, contrapàs per analogia evident, de la passió sense control que els va aclaparar en vida.
Són castigats aquí: Semíramis, Dido, Cleòpatra, Helena, Aquil·les, Paris, Tristany, Paolo Malatesta i Francesca da Polenta.

## Tercer cercle - Els golafres
Al tercer cercle, Dant i Virgili, segueixen trobant pecadors incontinents, els golafres: aquests estan immersos en el fang pestilent, sota una pluja incessant de calamarsa i neu, i trossejats per Cèrber, guardià de tot l'Inframón segons la mitologia clàssica, però que aquí és relegat a guardià del tercer cercle únicament.
El contrapàs és més complex que en el cercle anterior, però encara es pot veure, en el fang desagradable en el qual es veuen obligats a arrossegar-se els condemnats, una antítesi del luxe refinat dels sentits que van experimentar durant la vida, especialment del gust, però també de la vista i de l'olfacte i, en la voracitat del guardià que els estripa, un reflex de la seva pròpia voracitat i la gola. En conjunt, podem dir que es potencia al màxim l'aspecte bestial de l'avidesa pel menjar, com també es nota en la degradació soferta pel mateix Cèrber, en comparació amb la seva breu aparició a l'Eneida (Dant, de fet, n'ha augmentat la monstruositat tant en la seva representació física, com en el menjar que se li ofereix: un pastís soporífer en el poema llatí i aquí per contra un grapat de terra).
Aquí és castigat: Ciacco.

## Cercle quart - Avars i Pròdigs
Els pecadors per incontinència del quart cercle són els avars i els pròdigs, condemnats a empènyer enormes roques, dividits en dos grups quan es troben s'insulten tirant-se en cara la culpa contrària: la grandària del pes que els oprimeix simbolitza la quantitat dels béns terrenals que van acumular o van dilapidar dedicant-se per complet a fer això durant la seva vida.
El guardià d'aquest cercle és Plutos, déu de la riquesa, és probable que Dant el confongués amb Plutó, rei de l'Avern i senyor del Hades.

## Cinquè cercle - Els iracunds i els peresosos
Aquest cercle és l'últim en el qual trobarem pecadors castigats per la seva incontinència: aquí són castigats els colèrics i els peresosos, els primers immersos i els segons completament submergits dins la llacuna Estígia; de fet, els primers van viure la vida immersos en el fang de la seva ira, i ara es colpegen a si mateixos intentant de lliurar-se'n eternament. Els segons en canvi van gastar la seva vida en la immobilitat del esperit, i per això estan submergits al fons de la llacuna, privats d'aire i paraules igual que en vida es van privar d'actuar.
El vigilant i també barquer de la llacuna Estígia, és Flegiàs, al·legoria de la ira: la seva figura és, de fet, agafada de la mitologia, havent estat un rei dels làpites que va incendiar el temple de Delfos, per venjar-se d'Apol·lo, que havia seduït la seva filla, com conten Virgili i Estaci
Alguns comentaristes han especulat que al pantà es podrien trobar també els superbs i els envejosos, que no trobem en cap altre lloc: però si ho mirem bé, són infinites les formes en què pot pecar un home, i per això les culpes estan repartides en grans categories, segons una justícia divina incomprensible per a la lògica humana. Veurem com la supèrbia i l'enveja són castigades en el Purgatori, però no com a culpes concretes, sinó com a tendències generals del caràcter, diferència que distingeix bé els dos regnes de l'inframón.
Aquí com a iracund és castigat: Filippo Argenti.

## Sisè cercle - Heretges i epicuris
El sisè cercle està tancat dins dels alts murs de la ciutat de Dite, paraula que en la mitologia és homònima de Plutó. Ciutat vigilada per una multitud de dimonis i per les Fúries o Erínies (el primer és el nom llatí, el segon el nom grec); són tres: Megera, Al·lecto i Tisífone, i són les deesses de la venjança, que personificaven el remordiment per un delicte comès que perseguia al criminal.
Aquí són castigats els heretges (entre ells els epicuris, que negaven la supervivència de l'ànima després que el cos moria) en tombes de foc: la idea, probablement és presa de la pena a la qual eren sotmesos els heretges pels tribunals terrenals, és a dir el foc, perquè el foc era considerat un símbol de purificació i potser corresponia a la falsa llum que, ells pretenien difondre amb les seves doctrines. En l'infern els seguidors de cada secta estan junts, en contrast amb la discòrdia i la divisió que van portar a l'Església, mentre que el sepulcre al·ludeix a la negació de la immortalitat (encara que no totes les heretgies la negaven).
Els "heretges" no s'inclouen en les categories principals de la incontinència i la malícia, formen una classe diferent, perquè ells de fet creien que podrien lliurar-se del judici normatiu de Déu, però no van ser immunes al càstig. Naturalment són diferents dels condemnats del primer cercle, que no estan realment condemnats perquè la seva "manca de fe" era simple ignorància, i no una elecció deliberada.
Aquí són castigats: Farinata degli Uberti, Cavalcante dei Cavalcanti, Frederic II de Suàbia, Ottaviano degli Ubaldini i el Papa Anastasi II.

## Setè cercle - Els Violents
Al setè cercle s'hi arriba després de passar per les restes d'un esllavissament de terres causat pel terratrèmol que va sacsejar la terra en el moment de la mort de Crist; aquest punt assenyala una clara ruptura amb la part superior de l'infern. Els condemnats dels últims tres cercles en realitat són culpables d'haver actuat amb malícia en les seves males accions. El guardià del cercle és el Minotaure, que representa la "boja bestialitat" o violència que fa que l'home s'assembli a les bèsties: i de fet els condemnats aquí són els violents, dividits en tres grups:

### Primer anell o cercle menor - Els homicides
Els violents contra els altres, és a dir, els assassins, els lladres, tirans i bandits, estan submergits en el Flegetont, segons el seu grau de culpa. El Flegetont és un riu de sang bullent, que simbolitza bé la sang per ells vessada durant la seva vida, i aquí són turmentats pels Centaures, que vigilen que no sobresurtin del riu més del que els permet la gravetat de les seves faltes (tirans submergits fins als ulls, els homicides fins al coll, els lladres fins al pit). Quan intenten sortir són colpejats per les fletxes dels Centaures.
Aquí són castigats com a tirans: Alexandre de Feres, Dionís de Siracusa, Ezzelino da Romano, Opizzo II d'Este, Àtila, Pirros Neoptòlem i Sext Pompeu.
Com a assassí: Guy de Montfort; 
Com lladres: Rinieri da Corneto i Rinieri de Pazzi.

### Segon anell o cercle menor - Els suïcides i malbaratadors
Els violents contra ells mateixos estan dividits en dues categories molt diferents a causa de la diversitat del seu pecat: els suïcides estan transformats en arbres, per haver renunciat voluntàriament a la seva natura humana, i de fet no podran recuperar-la mai. Durant el dia del Judici Universal, quan condemnats i beats es revestiran dels seus cossos uns per sofrir i altres per gaudir de forma més intensa; els suïcides en canvi es limitaran a penjar de les branques del seu arbre, el cos recuperat. Aquests condemnats són turmentats per les Harpies, criatures mitològiques amb el cos d'ocell i cara de dona, que en l'Eneida profetitzaven als troians fam i desastres.
Els malbaratadors, que en vida van destruir i van esquinçar la seva substància, aquí són esqueixats per gosses famolenques amb la mateixa ferocitat. Aquests s'han de diferenciar dels pròdigs del quart cercle, ja que no només no van tenir mesura en la gestió del patrimoni propi, sinó que a més d'això s'han destruït ells mateixos a través de les seves substàncies: són doncs víctimes d'una autodestrucció infernal, molt similars a aquelles que animen la narrativa de l'edat mitjana, (l'exemple més famós es troba en el Decameró de Boccaccio, en la història de Nastagio degli Onesti), i augmenten el sofriment dels suïcides, a causa que les branques dels seus arbres les trenquen els perseguits o les perseguidores.
Aquí són castigats com a suïcides: Pier della Vigna i un florentí anònim; 

Com malbaratadors: Lano de Siena i Jacob de Sant Andreu.

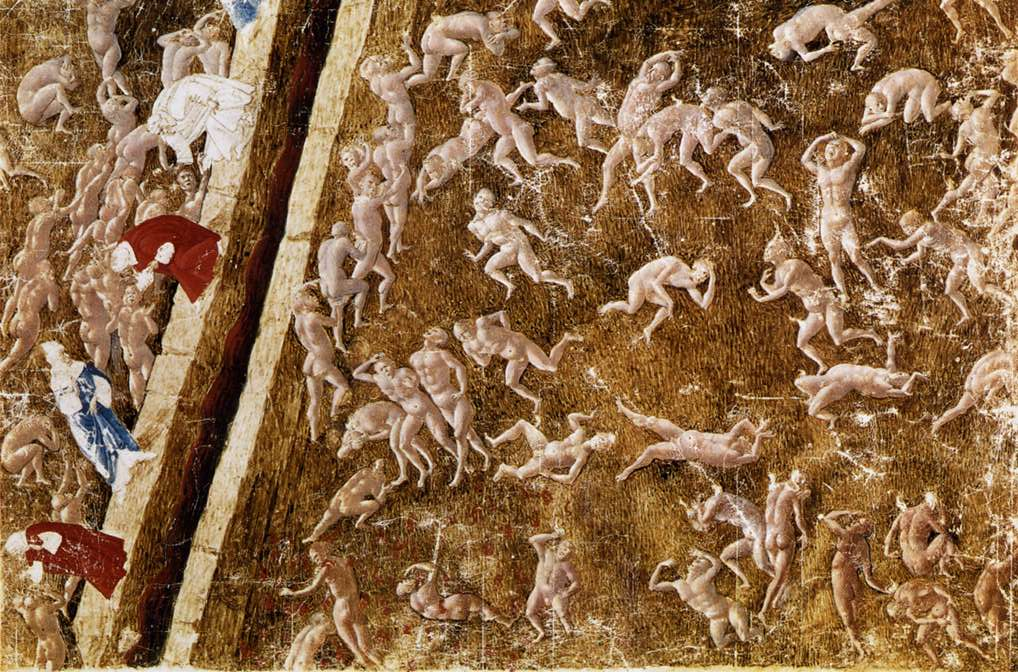
Sandro Botticelli, fragment de l'Infern

### Tercer anell o cercle menor - els blasfems, sodomites i usurers
La violència contra Déu, la natura i l'art són, de fet, dividits en tres grups: els blasfems són doblegats sobre la sorra ardent, immòbils sota una incessant pluja de foc; els sodomites en canvi corren contínuament sota el foc, i finalment els usurers ("violents contra l'art" com a violents en contra del treball humà normal), estan ajupits sota la pluja de foc. No hi ha un guardià específic per aquesta secció o cercle menor, però recordem que el custodi de tot el setè cercle és el Minotaure.
El contrapàs un cop més és un reflex de les penes imposades de forma ordinària, en l'usatge medieval, pels delictes contra la divinitat: el foc. En el cas particular dels sodomites veiem una semblança a l'episodi bíblic de la destrucció de Sodoma i Gomorra, sota una pluja de foc. Observem també com els usurers són irreconeixibles per Dant, que els identifica solament gràcies a l'escut d'armes de la seva família, que porten amb ells, en una condemna global de la societat a la qual pertanyen (i en aquest no reconeixement estan també junts els avars i els pròdigs del quart cercle, indicant com encegats per l'amor als béns terrenals, en mantenir-se lluny dels béns celestials la seva naturalesa humana queda distorsionada).
Aquí és castigat com a blasfem: Capaneu.
Com pecadors contra la natura: Brunetto Latini, Priscià de Cesarea, Franciscus Accursius, Andrea de' Mozzi, Guiu Guerra, Tegghiaio Aldobrandi, Iacopo Rusticucci i Guglielmo Borsiere
Com usurers: un Gianfigliazzi, un Obriachi i un Scrovegni.

## Vuitè Cercle - Els fraudulents (Malebolge)
El vuitè cercle castiga els pecadors que van utilitzar la malícia, però aquesta vegada de manera fraudulenta en contra d'aquells en qui no confien, té una forma molt particular que Dant descriu amb cura: es troba en una fossa molt profunda, enmig del qual hi ha un pou (la part més fonda de l'Infern); entre el cingle i el pou hi ha excavats deu immensos fossats connectats entre ells per esculls rocosos que serveixen com de ponts (dels quals el que domina el sisè fossat es va ensorrar a causa del terratrèmol que va seguir la mort de Crist): aquests deu fossats constitueixen el vuitè cercle, anomenat en conjunt "Malebolge", un terme encunyat per Dante ("bolgia" originalment significava "bossa", mentre que el seu ús modern, deriva de la Divina comèdia; "Malebolge": Males Fosses o Males Bosses), així mateix com els noms dels dimonis que guarden alguns pous, com Malabranca de la cinquena fossa. El vigilant de les Malebolge és Gerió, símbol del frau segons les mateixes paraules del poeta que el presenta en el cant XVII (v.7 "imatge repugnant del frau"): de fet té "cara d'home just" i cos de serp (és aquesta una altra imatge emblemàtica del mal des de les primeres pàgines de la Bíblia); la seva cua bifurcada representa la divisió entre vuitè i novè cercle, és a dir, el frau practicat, respectivament, contra aquells en qui no es confia i contra aquells que confien en el fraudulent, mentre que la seva pell multicolor és la naturalesa polifacètica d'engany, com veiem en els deu fossats ("bolge").

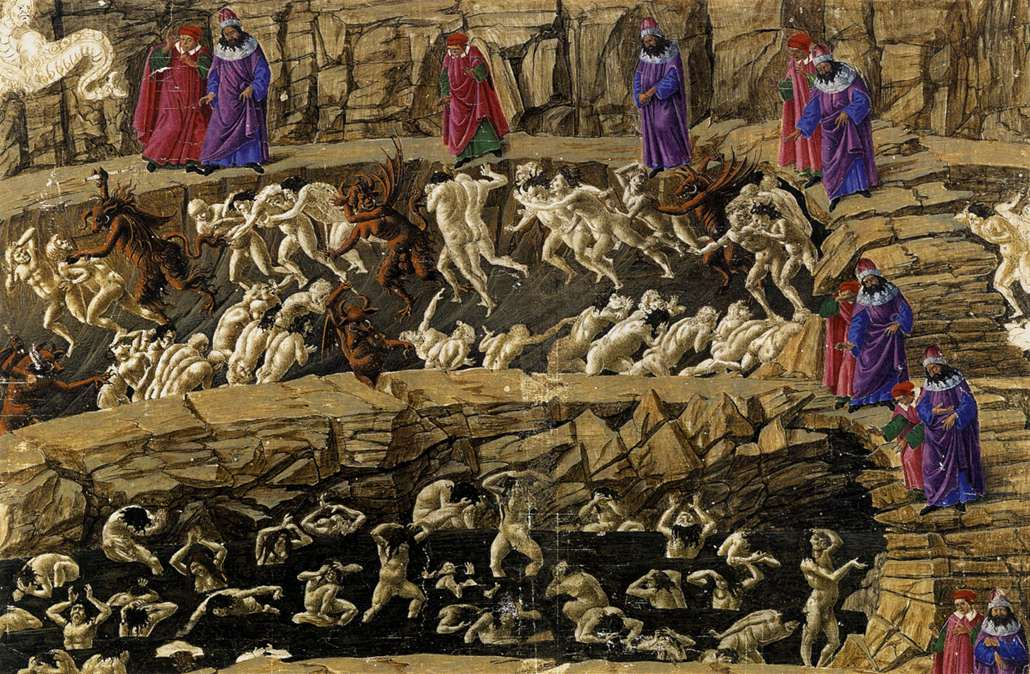
Sandro Botticelli - Infern, Cant 18. Començament de Malebolge

### Primera fossa - Els alcavots i els seductors
A la primera fossa són castigats els proxenetes i els seductors, aquells que van seduir per compte d'altres i pel seu propi compte: Es divideixen en dos grups que travessen la fossa, assotats per "dimonis amb banyes"; el contrapàs és bastant genèric, com la flagel·lació en l'edat mitjana era un càstig comú en molts tipus de delictes menors: però Dant posa l'accent en la nuesa d'aquests pecadors, el que òbviament fa referència al comerç deshonest que van fer quan eren vius.
Aquí es castiga com a proxeneta: Venedico Caccianemico;
Com a seductor: Jàson.

### Segona fossa- Els aduladors i els llagoters
A la segona fossa, tractada en el mateix cant que l'anterior, hi són castigats els aduladors i els llagoters que es troben en un bany d'excrements humans, digna compensació de l'obscenitat moral del seu pecat.
Són castigats aquí: Alessio Interminelli i Thais.

### Tercera Fossa - Els simoníacs
A la tercera fossa són castigats els simoníacs, que van fer comerç il·lícit amb els béns espirituals, i en particular els càrrecs eclesiàstics: estan posats cap per avall en forats dels quals només sobresurten els seus peus, llepats per les flames. Estan premuts dins dels forats com plenes estaven les bosses que en vida van voler omplir de diners, canviant els seus deures per favors de béns merament terrenals i no divins. La flama que llepa els seus peus, recorda la flama de l'Esperit Sant encesa sobre el cap dels Apòstols i de Maria.
Aquí és castigat: el Papa Nicoláu III. Es profetitza la vinguda de Bonifaci VIII, que ja era mort (1303) quan Dant escrivia, però encara en vida quan té lloc la història. A més de Bonifaci, Dant es refereix a un tercer Papa simoníac, de qui no es diu el nom. Probablement es tracta de Climent V, el primer Papa d'Avinyó, profundament odiat per Dant i pels italians per haver mogut el papat a Avinyó i haver secundat així els desitjos de la cort francesa.

### Quarta Fossa - Els mags i els endevins
En la quarta fossa són castigats els endevins i els mags, que caminen amb el rostre completament girat cap enrere, en antítesi amb la seva pretensió mentre eren vius de poder veure el futur. Ells s'atribuïen, enganyant als que els escoltaven, poders reservats exclusivament a Déu. No s'han de confondre els astròlegs amb els endevins: en l'Edat Mitjana l'astrologia era considerada una ciència que tractava dels astres i de la seva influència; el mateix Dant en fa repetidament al·lusió, com quan declara que va néixer sota els Bessons, mentre que la qüestió de com aquestes influències són coherents amb el lliure albir també es tracta. En tot cas aquí s'insisteix més en l'engany, la pretensió de ser capaç de veure i canviar el futur, que òbviament és falsa.
Són castigats aquí: Amfiarau, Tirèsias, Arunt, Manto, Calcant, Eurípil, Miquel Scot, Guido Bonatti, Asdente.

### Cinquena Fossa - Els Estafadors
La cinquena fossa (Cants XXIè i XXIIè) és un llac de pega bullent en què estan immersos els estafadors, que van obtenir guanys il·legals dels seus càrrecs públics: el terme "barater" prové de l'antic francès barat, que indica "astúcia fraudulenta", encara que Dant utilitza el terme en el sentit més restringit de "malversació". Guardant el fossat hi ha un grup de dimonis designats amb el nom general de «Malebranche» (Malabranca en traducció d'Andreu Febrer i de Joan F. Mira, Malesgrapes en traducció de Sagarra), amb els seus ganxos o garfis martiritzen els condemnats que intenten sortir de la pega bullent.
Dant, amb una gran exhibició de fantasia, en nomena alguns (aquí en traducció del Joan Francesc Mira??, seguit de la versió adoptada pel Josep Maria de Sagarra, quan és diferent, i la versió original):
Malacua (v.o.: Malacoda), Estarrufat (Sagarra: Escatinyador, v.o.: Scarmiglione), Xafagebre (Sagarra: Petxagebre, v.o.: Calcabrina), Alacaigut (Sagarra: Alajup, v.o.: Alichino), Grangós (Sagarra: Gossàs, v.o.: Cagnazzo), Barbarínxol (Sagarra: Barba-rullat, v.o.: Barbariccia), Llebexaloc (Sagarra: Libanès, v.o.: Libicocco), Dragonàs (Draghignazzo - v.o.), Baconet dels unglots (Sagarra: Porc-d'ullals, v.o.: Ciriatto sannuto), Rascagossos (Sagarra: Burxacans, v.o.: Graffiacan), Focfollet (Sagarra: Follet, v.o.: Farfarello), Cararoja (Sagarra: Roig-de-nas, v.o.: Rubicante).
Com els mateixos diables emfasitzen fent escarni d'un damnat, la immersió en la pega al·ludeix a l'actuar encobert que ells van practicar en vida, mentre la substància es justifica per la seva viscositat, que recorda la forma en què ells van envescar als altres enganyant-los.
Són castigats aquí: un personatge anònim de Lucca, fra Gomita, Michele Zanche i Ciampolo de Navarra

### Sisena Fossa - Els Hipòcrites
En la sisena fossa es castiga als hipòcrites, que estan vestits amb pesades capes de plom, daurades a l'exterior, amb evident al·lusió al contrast entre l'aparença "aurea", agradable, que els hipòcrites exhibeixen de cara a l'exterior, i el seu interior fals, carregat de mals pensaments. Aquesta pena hauria estat suggerida a Dante de l'etimologia que Uguccione da Pisa dona del terme hipòcrita, com d'una persona que "amaga alguna cosa sota l'or sota una aparença daurada".
Una subcategoria particular d'hipòcrites es compon dels membres del Sanedrí que van condemnar a mort a Crist "en benefici de tot el poble", però que en lloc d'això van causar la ruïna dels Jueus. Com a contrapàs evident estan crucificats a terra, al mig del camí, de manera que els condemnats amb les capes de plom els trepitgen en passar.
Són castigats aquí: Catalano dei Malavolti, Loderingo degli Andalò.
Estan crucificats a terra: Caifàs, Annàs i els fariseus.

### Setena Fossa - Els lladres
En la sèptima fossa són castigats els lladres, envoltats de serps, amb les mans lligades per serps, i ells mateixos es transformen en tals: aquests animals són el símbol per excel·lència del diable, d'engany, com es veu en el Gènesi, on per enganyar Adam i Eva és precisament Satanàs que adquireix la forma d'una serp; en aquest cas particular, l'ús d'aquest animal es justifica per la naturalesa tortuosa del pecat dels lladres, les mans estan lligades també perquè elles eren les principals autores del delicte.
D'altra banda, l'eliminació de la figura humana es pot interpretar com un contrapàs, perquè precisament la seva naturalesa és l'únic bé que encara posseeixen, però a l'infern, se'ls roba inclús això.
Guardià i a la vegada condemnat d'aquesta fossa és Cacus, un personatge mitològic que fou lladre i assassí, i del qual Dant en fa un centaure, posant l'accent en què no està amb els altres en el setè cercle, perquè a més de ser violent també va ser un lladre.
Són castigats aquí: Vanni Fucci, Cianfa Donati, Agnolo Brunelleschi, Buoso Donati, Puccio Sciancato i Francesco de' Cavalcanti.

### Vuitena Fossa - Els Consellers fraudulents
En la vuitena fossa són castigats els consellers fraudulents, que vaguen envoltats en flames: la llengua de foc és la imatge de la llengua amb la qual van pecar, donant consells enganyosos, i de fet també tenen dificultats per parlar com es veu en el diàleg entre Virgili i Ulisses, i més tard entre Dant i Guiu I Montefeltro.
Són castigats aquí: Ulisses, rei d'Ítaca en la mitologia grega, Diomedes i Guiu I Montefeltro.

### Novena Fossa - Els Sembradors de discòrdia
En la novena fossa són castigats els sembradors de discòrdia, que poden ser-ho de la discòrdia religiosa, que és responsable de cismes, la política, que és responsable de les guerres civils, o més generalment la discòrdia entre els homes i en les famílies. Ells són mutilats per un dimoni fereix els condemnats i que reobre les ferides tan aviat com es tanquen, per emfasitzar amb les esquerdes dels seus cossos les divisions permanents que van causar en la humanitat.
Són castigats aquí: Mahoma, Ali Ibn Abi-Talib, Pier da Medicina, Gai Escriboni Curió, Mosca dei Lamberti, Bertran de Born i Geri del Bello.

### Desena Fossa - Els falsificadors
En l'última fossa del vuitè cercle són castigats els falsificadors, que a la vida han falsificat coses, persones, diners o paraules: són castigats de forma que es veuen afectats per malalties terribles que els desfiguren. Els falsificadors de les coses tenen lepra, els de les persones són castigats amb la ira, els de les monedes amb la hidropesia i els de les paraules amb la febre. Aquestes malalties els desfiguren, fan diversa i per dir-ho d'alguna manera falsifiquen la seva natura, com ells en vida van voler falsejar la forma de la veritat
- Aquí són castigats com falsificadors de coses: Grifolino d'Arezzo, Capocchio;
- Com falsificadors de persones: Gianni Schicchi i Mirra;
- Com falsificadors de moneda: Mestre Adam;
- Com a falsificadors de la paraula: La muller de Putifar i Sinó.

## Novè cercle - Traïció
El novè i últim cercle de l'infern s'hi castiguen els culpables de malícia i falsedat, però aquesta vegada contra els que han confiat en ells. El novè cercle està físicament separat de l'anterior per un enorme forat, i en l'estructura mateixa del poema això es posa de manifest amb la inserció d'un cant diríem "de pas", que això no obstant, és molt important. En aquest pou són castigats els gegants, que estan fora de l'estructura ternària de l'Infern, de la mateixa manera en què ells són estranys a la natura humana, tot i assemblar-s'hi.
Els gegants són a la vegada condemnats i custodis del darrer cercle, que està de tal manera emmarcat de figures titàniques d'essers que van ser rebels contra la divinitat; els Titans que es van rebel·lar contra Júpiter i Llucifer, que tot i ser el més bell i poderós dels àngels es va rebel·lar contra el seu creador. Ara, en contrast per haver volgut elevar-se usurpant un poder diví que no era el seu, totes aquestes figures estan immòbils en la part més fonda de l'Infern.
Aquí trobem en particular els gegants, encadenats al llarg de les parets del pou, del melic en avall. Només Anteu està una mica més lliure, ja que ell no va participar en la guerra dels seus germans contra Júpiter.
Són castigats aquí: Nimrod, Efialtes de Mèlida, Briàreu, Tici, Tifó i Anteu.
L'últim cercle està format per un enorme llac de glaç, anomenat "Cocit", gelat pel vent causat pel moviment de les ales de Llucifer. Aquí són castigats els traïdors de qui hom s'han fiat altres. La fredor del gel, simbolitza la fredor dels seus cors i les seves ments en el moment de fer el pecat, en contraposició a la caritat, tradicionalment simbolitzada pel foc.
Però també es pot notar un contrapàs en la matèria mateixa del poema: si el seu aïllament de la resta de l'Infern es veu subratllada per la inclusió d'un cant i un nou prefaci a l'inici del següent, el clima de traïció en el qual van actuar en vida aquests condemnats, està ben representat pel clima que recrea Dant, atmosfera de silenci i de coses no dites.
No es diu obertament quasi mai el pecat pel qual són condemnats, i encara que s'allargui en un discurs més ampli sembla voler amagar els detalls importants, com en el discurs del comte Ugolino, que contant detalladament la seva mort no ens diu quina era en realitat la seva culpa, ni com l'arquebisbe es va fer culpable de traïció contra ell. A més, el "Cocit" es divideix en quatre zones, i, no obstant això, en contrast amb la gran varietat de pecats i càstigs en la zona de Malabranca (o Malesgrapes), i en general en els cercles anteriors, aquí són substancialment uniformes: la pena gairebé és igual, a com va ser la culpa. Es nota de fet que, més enllà de la superficial subdivisió d'aquests condemnats en traïdors als parents, a la pàtria, i així successivament, són condemnats perquè en vida van fer més d'un tipus de traïció, o aquest delicte abasta més zones: els que han traït els parents han traït al mateix temps companys de partit (els germans Alejandro i Napoleó dels Alberti) o convidats (fra Alberigo i Branca Doria), Gano di Maganza traeix el rei Carlemany, que és també el seu oncle, Brut traeix César, que també és el seu pare, etc.

### Primera zona - La Caïna
La primera zona del novè cercle és la Caïna, a partir del nom de Caín que primer va matar el seu germà Abel. Aquí de fet són castigats els traïdors als familiars i estant immergits en el gel fins al cap i tenen la cara cap avall.
Són castigats aquí: Alessandro degli Alberti, Napoleone degli Alberti, Mordred, Vanni de 'Cancellieri, Sassolo Mascheroni i Camicione de Pazzi. Segons Paolo i Francesca, en aquesta zona acabarà Gianciotto Malatesta, que precisament va traïr la dona i el seu germà.

### Segona àrea - Antenora
La segona zona del novè cercle és la Antenora, anomenat així pel nom del troià Antènor que va trair la seva ciutat: ens trobem aquí, a traïdors a la pàtria i al partit, immersos en gel amb la cara girada cap amunt, o amb gel cobrint- la meitat del cap, que després està recta.
Són castigats aquí: Bocca degli Abati, Buoso da Duera, Tesaurus d'Beccheria, Gianni de 'Soldanieri, Ganeló, Tebaldello Zambrasi, Ugolino della Gherardesca i Ruggieri degli Ubaldini.

### Tercera zona - Tolomea
La tercera zona del novè cercle és el Tolomea, porta el nom del rei egipci Ptolemeu que va trair el convidat Pompeu (Gneu Pompeu Magne) (o potser del nom del governador de Jericó, que va matar a traïció el seu sogre Simó Macabeu, summe sacerdot, i els seus dos fills): aquí estan els traïdors als seus convidats, immersos en gel amb el cap tirat cap enrere, de manera que se'ls congelen les llàgrimes als ulls, i així no poden desfogar el seu dolor en el plor.
Són castigats aquí: Fra Alberigo i Branca Doria.

### Quarta zona - Judeca
La quarta zona del novè cercle de la Judeca, del nom de Judes Iscariot que va trair Jesús, benefactor de la humanitat; aquí es troben els traïdors dels benefactors, completament immersos en el gel, però en diverses posicions: 
"Unes jauen esteses; altres dretes,
sobre el cap unes, altres sobre els peus; 
o es corben endarrere com un arc." 
Aquestes quatre posicions tenen diferents significats i són els següents: "els que jauen" havien traït als seus iguals, aquells amb el cap per amunt havien traït els seus majors (per exemple els senyors) i aquells amb els peus per amunt els seus menors (per exemple súbdits), mentre els últims plegats sobre ells mateixos havien traït a ambdós (Francesco da Buti).

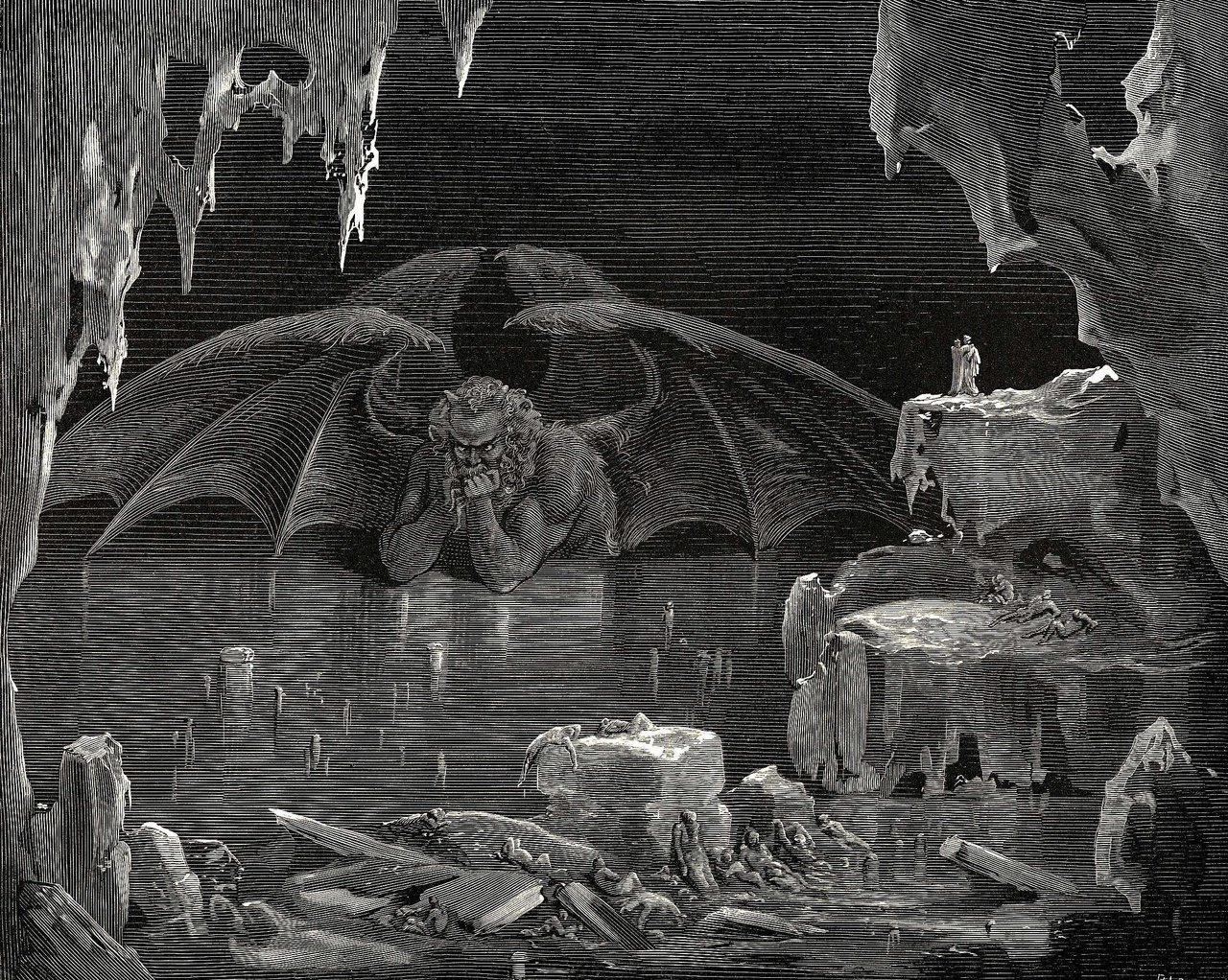
Gustave Dore: Llucifer tal com és descrit en el cant 34 de l'Infern

En el fons de l'Infern, castigat pel mateix Llucifer, el primer gran traïdor, són castigats els traïdors a les institucions supremes, creades segons voluntat de Déu per al bé de la humanitat: són tres, i tres són les boques de Llucifer en les quals són mutilats, en aparent analogia amb el concepte de la unitat i la Trinitat de Déu.
Llucifer, principi de tot mal, té a la boca central Judes Iscariot, el traïdor a Crist de qui ve l'autoritat espiritual, del que és esquinçat el cos que surt a través de les dents del dimoni. En les boques laterals, amb el cap a l'exterior hi ha Marc Juni Brut i Gai Cassi Longí, que van conspirar contra Cèsar i per això mateix traïdors a l'autoritat imperial. "Les dues màximes potestats ambdues preordinades per Déu com a guia de la humanitat per aconseguir respectivament la felicitat a l'altre món i la terrenal" (N. Sapegno).
Són castigats aquí: Judes Iscariot, Brutus i Cassi

## Sortida de l'Infern
Els dos poetes s'escapen del centre de l'infern descendint per la pell de Satanàs fins a un forat que els porta del centre de la Terra a l'altre hemisferi just abans del Diumenge de Pasqua, i surten a la superfície sota un cel estrellat.

## Estructura de l'Infern de Dant
| Lloc                                 | Damnats | Pena | Personatges | Cant               |
| Selva                                | - | - | Figures al·legòriques: Pantera, Lleó, Lloba, Guia de Dant: Virgili | I- II              |
| Vestíbul o Preinfern                 | Indolents,indecisos ("ni fidels ni rebels a Déu", rebutjats pel cel i l'infern.)                                                                                  | Perseguits per vespes i tàvecs | Barquer de l'Aqueront: Caront | III                |
| Primer cercle Llimbs                 | Virtuosos no batejats o nascuts abans de Crist | Desitgen poder veure Déu en va (pena espiritual)                                                                                       | Condemnats aquí: Homer, Horaci, Ovidi, Lucà, Electra, Hèctor, Enees, Juli Cèsar, Camil·la, Pentesilea, Rei Latinus, Lavínia, Brutus, Lucrècia, Júlia, Màrcia, Cornèlia, Saladí, Aristòtil, Sòcrates, Plató, Demòcrit, Diògenes de Sínop, Anaxàgores, Tales, Empèdocles, Heràclit, Zenó (no se'n sap quin), Dioscòrides Pedaci, Orfeu, Ciceró, Linos, Sèneca, Euclides, Ptolemeu, Hipòcrates, Avicenna, Galè, Averrois | IV                 |
| Segon cercle Incontinents            | Luxuriosos | Ser sacsejats eternament per una tempesta violenta                                                                                     | Guardià: Minos, Són castigats aquí: Semíramis, Dido, Cleòpatra, Helena, Aquil·les, Paris, Tristany, Paolo Malatesta i Francesca da Polenta. | V                  |
| Tercer cercle Incontinents           | Golafres | Rebolcar-se al fang com animals, sota una pluja constant                                                                               | Guardià: Cèrber, Aquí és castigat: Ciacco. | VI                 |
| Quart cercle Incontinents            | Avars i pròdigs | Carregar grans pesos | Guardià: Plutos | VII                |
| Cinquè cercle Incontinents           | Iracunds | Barallar-se despullats atrapats al fang de l'Estix                                                                                     | Guardià: Flegiàs Aquí com a iracund és castigat:Filippo Argenti. | VII- VIII          |
| Sisè cercle Ciutat de Dite           | Heretges | Atrapats en tombes enceses | Personatges infernals: Milers de diables, sobre els murs, Fúries o Erínies (Megera, Al·lecto i Tisífone), Medusa. Aquí són castigats: Farinata degli Uberti, Cavalcante dei Cavalcanti, Frederic II de Suàbia, Ottaviano degli Ubaldini i el Papa Anastasi II. Personatge celestial: Missatger del cel. | VIII- IX- X- XI    |
| Setè cercle                          | Violents | | Guardià: Minotaure | XII                |
| Primer anell                         | Violents contra el proïsme | Enfonsats en un riu de sang bullent, a una profunditat equivalent a la gravetat del seu crim                                           | Personatges infernals: Centaures (Quiró, Nessos i Folos). Aquí són castigats com a tirans: Alexandre de Feres, Dionís de Siracusa, Ezzelino da Romano, Opizzo II d'Este, Àtila, Pirros Neoptòlem i Sext Pompeu. Com a assassí: Guy de Montfort; Com lladres: Rinieri da Corneto i Rinieri de Pazzi. | XII                |
| Segon anell                          | Violents contra ells mateixos (suïcides i malbaratadors) | Convertir-se en plantes (suïcides) Ser perseguits per gosses famolenques que els trossegen (malbaratadors)                             | Personatges infernals: Harpies, Gosses famolenques Aquí són castigats com a suïcides: Pier della Vigna i un florentí anònim; Com malbaratadors: Lano de Siena i Jacob de Sant Andreu. | XIII               |
| Tercer anell                         | Violents contra Déu (blasfems), contra la natura (sodomites) i contra l'art (usurers)                                                                             | Atrapats sota una pluja de foc en una platja en flames (els blasfems estirats, els sodomites, i els usurers asseguts)                  | Aquí és castigat com a blasfem: Capaneu. Com pecadors contra la natura: Brunetto Latini, Priscià de Cesarea, Franciscus Accursius, Andrea de' Mozzi, Guiu Guerra, Tegghiaio Aldobrandi, Iacopo Rusticucci i Guglielmo Borsiere Com usurers: un Gianfigliazzi, un Obriachi i un Scrovegni. | XIV- XV- XVI- XVII |
| Vuitè cercle Malebolge               | Fraudulents | | Guardià: Gerió | XVI- XVII          |
| Primera fossa                        | Alcavots i seductors | Caminar en cercles fuetejats per dimonis                                                                                               | Aquí es castiga com a proxeneta: Venedico Caccianemico; Com a seductor: Jàson. | XVIII              |
| Segona fossa                         | Aduladors i llagoters | Immersos en fems | Són castigats aquí: Alessio Interminelli i Thais. | XVIII              |
| Tercera fossa                        | Simoníacs | Enterrats en forats de cap per avall, amb flames a la planta dels peus                                                                 | Són castigats aquí: Papa Nicolau III, i possiblement els papes Bonifaci VIII i Climent V | XIX                |
| Quarta fossa                         | Mags i endevins | Caminar amb el cap girat enrere, sense poder veure el que hi ha al davant                                                              | Són castigats aquí: Amfiarau, Tirèsias, Aronta, Manto, Calcant, Eurípil, Miquel Scot, Guido Bonatti, Asdente | XX                 |
| Cinquena fossa                       | Els Estafadors o Baraters | Immersos en quitrà bullent | Personatges infernals: els diables Malabranca (Malacua, Xafagebre, Alacaigut, Grangós, Barbarínxol, Llebexaloc, Dragonàs, Baconet, Rascagossos, Focfollet, Cararoja.) Són castigats aquí: un personatge anònim de Lucca, fra Gomita, Michele Zanche i Ciampolo de Navarra | XXI- XXII- XXIII   |
| Sisena fossa                         | Hipòcrites | Portar pesades capes de plom | Són castigats aquí: Catalano dei Malavolti, Loderingo degli Andalò. Estan crucificats a terra: Caifàs, Annàs i els fariseus. | XXIII              |
| Setena fossa                         | Lladres | Ser perseguits i mossegats per serps, i amb el verí transformar-se en serps per picar als altres                                       | Guardià infernal: Cacus, Són castigats aquí: Vanni Fucci, Cianfa Donati, Agnolo Brunelleschi, Buoso Donati, Puccio Sciancato i Francesco de' Cavalcanti. | XXIV- XXV          |
| Vuitena fossa                        | Consellers fraudulents | Cremar envoltats en flames | Són castigats aquí: Ulisses, rei d'Ítaca, Diomedes i Guiu I Montefeltro. | XXVI- XXVII        |
| Novena fossa                         | Sembradors de discòrdia | Ser ferits per un diable amb una espasa, que reobre les ferides quan es curen                                                          | Personatge infernal: Dimoni que fereix i que reobre les ferides tan aviat com es tanquen. Són castigats aquí: Mahoma, Ali Ibn Abi-Talib, Pier da Medicina, Gai Escriboni Curió, Mosca dei Lamberti, Bertran de Born i Geri del Bello. | XXVIII- XXIX       |
| Desena fossa                         | Falsificadors falsificandors de metall, alquimistes falsificadors de persones, suplantadors falsificadors de monedes falsificadors de paraules, falsos testimonis | Patir malalties que els desfiguren i fasifiquen Lepra i escorbut (metall) ràbia (persones) hidropesia (monedes) febre aguda (paraules) | · Aquí són castigats com falsificadors de coses: Grifolino d'Arezzo, Capocchio; - Com falsificadors de persones: Gianni Schicchi i Mirra; - Com falsificadors de moneda: Mestre Adam; - Com a falsificadors de la paraula: La muller de Putifar i Sinó. | XXX                |
| Nové Cercle (Cocit, el llac de glaç) | | | Condemnats i custodis, els Titans: Anteu, Nimrod, Efialtes, Briàreu, Tici, Tifó Al fons: Llucifer | XXXI               |
| Primera zona: Caïna                  | Traïdors als parents (Caín) | Immersos al llac de glaç a l'altura del cap. Cara avall                                                                                | Són castigats aquí: Alessandro degli Alberti, Napoleone degli Alberti, Mordred, Vanni de 'Cancellieri, Sassolo Mascheroni i Camicione de Pazzi. | XXXII              |
| Segona zona: Antenora                | Traïdors a la pàtria (Antenor) | Immersos al llac de glaç fins a la barbeta                                                                                             | Són castigats aquí: Bocca degli Abati, Buoso da Duera, Tesaurus d'Beccheria, Gianni de 'Soldanieri, Ganeló, Tebaldello Zambrasi, Ugolino della Gherardesca i Ruggieri degli Ubaldini. | XXXII- XXXIII      |
| Tercera zona: Tolomea                | Traïdors als hostes (Ptolemeu) | Immersos al llac de glaç fins al cap. Cara amunt                                                                                       | Són castigats aquí: Fra Alberigo i Branca Doria. | XXXIII             |
| Quarta zona: Judeca                  | Traïdors als benefactors (Judes Iscariot) | Totalment summergits al gel, Llucifer mastega els tres més grans traïdors                                                              | Personatge infernal: Llucifer Són castigats aquí: Judes Iscariot, Brutus i Cassi | XXXIV              |